# Konstanzer Kirche (Ditzingen)

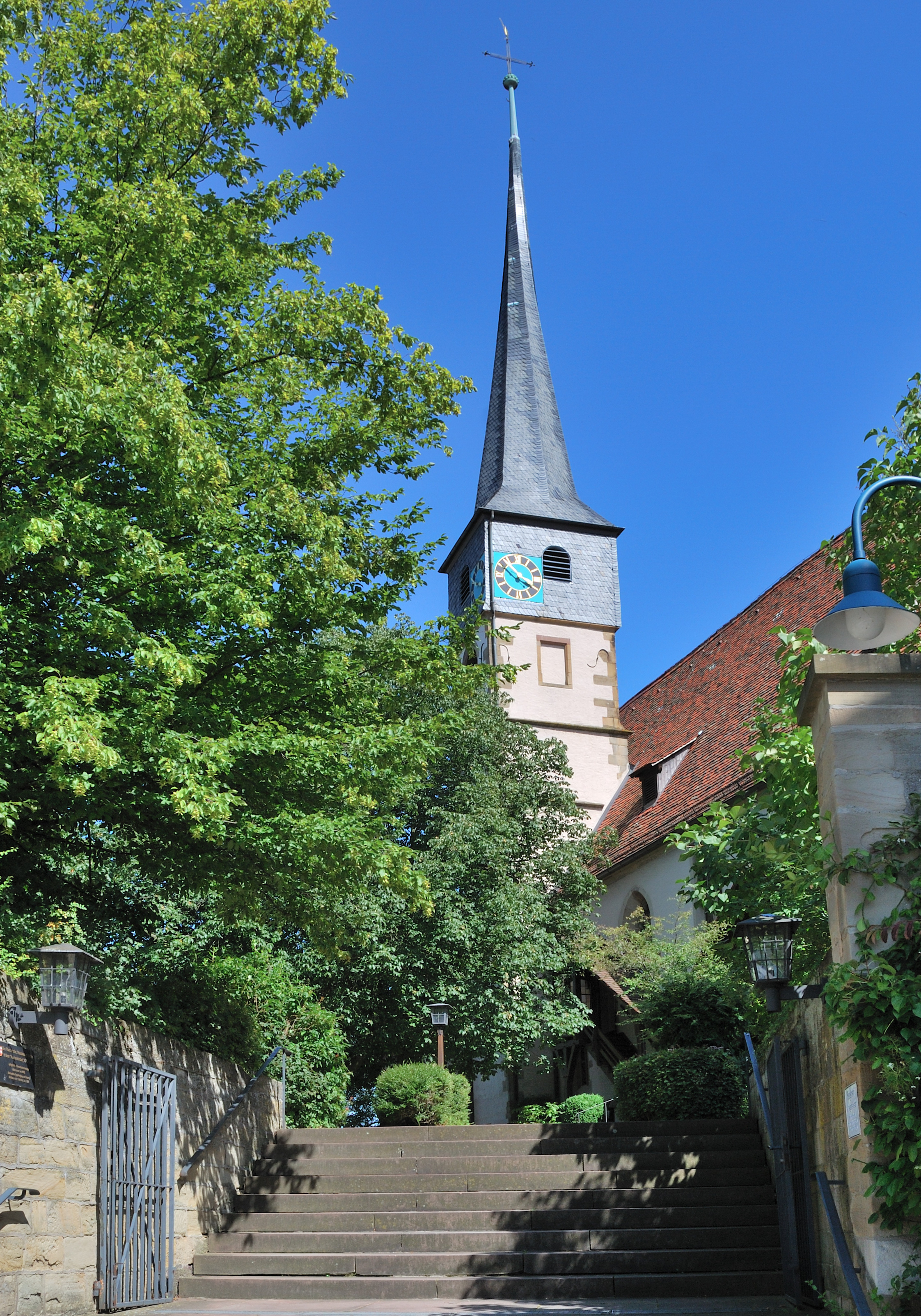
Treppenaufgang zur Kirche vom Westen her, durch die Wehrmauer

Die Konstanzer Kirche in Ditzingen ist eine evangelische spätgotische Kirche aus der Zeit um 1470. Sie ist Kulturdenkmal gemäß § 28 DSchG BW.

## Vorgeschichte und Baubeginn

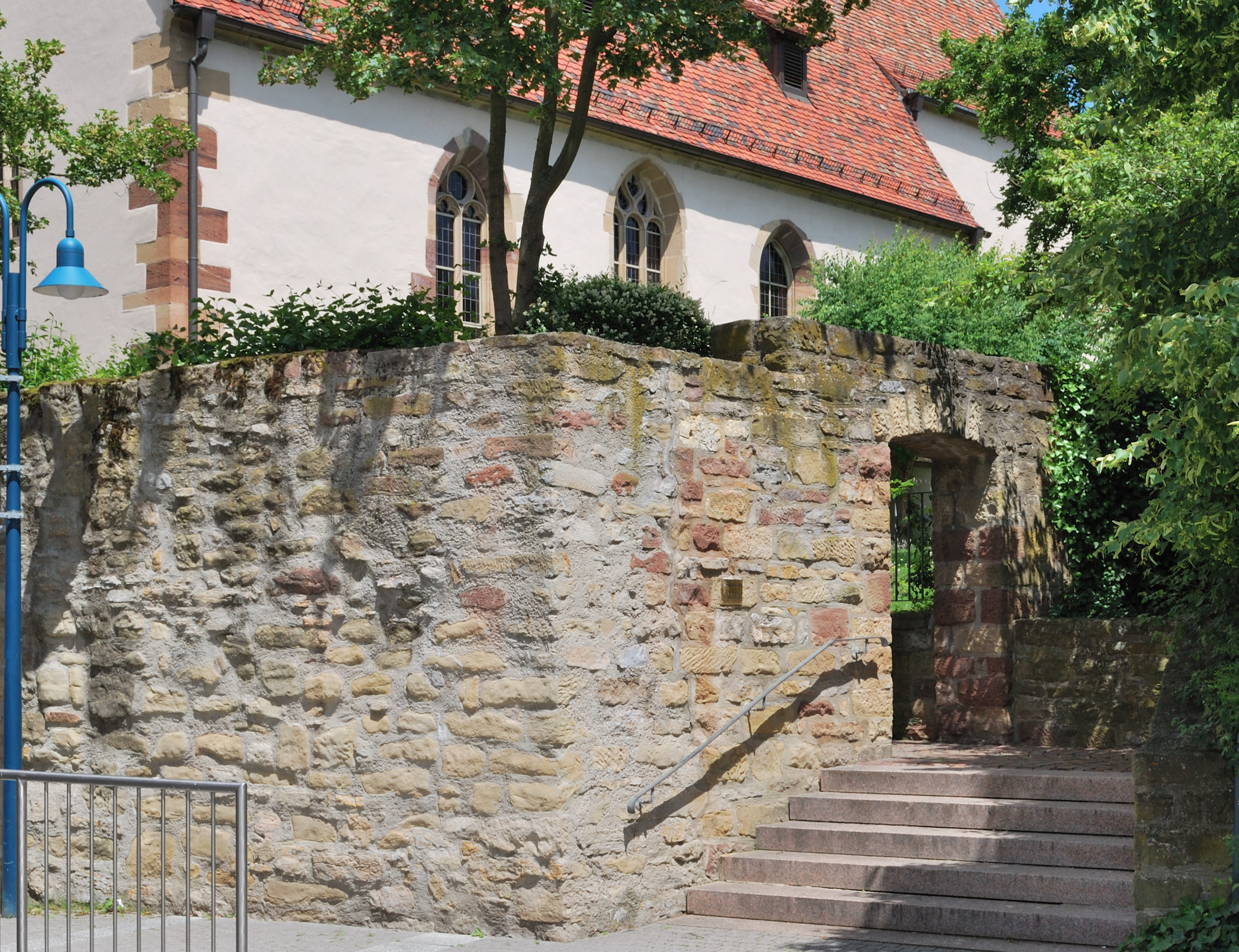
Durchgang durch die Wehrmauer an der Südseite

Der Name der Kirche leitet sich vom Bistum Konstanz ab, da die Glems in Ditzingen die Grenze zwischen den Bistümern Konstanz und Speyer bildete. Für beide Dorfhälften wurden eigene Kirchen errichtet, für den nordwestlichen Teil die Speyrer Kirche, für den südöstlichen die Konstanzer Kirche. Der genaue Baubeginn der Konstanzer Kirche ist nicht bekannt. Geweiht wurde sie um 1478 durch den Konstanzer Bischof Ludwig von Freiberg.

## Wehrmauer

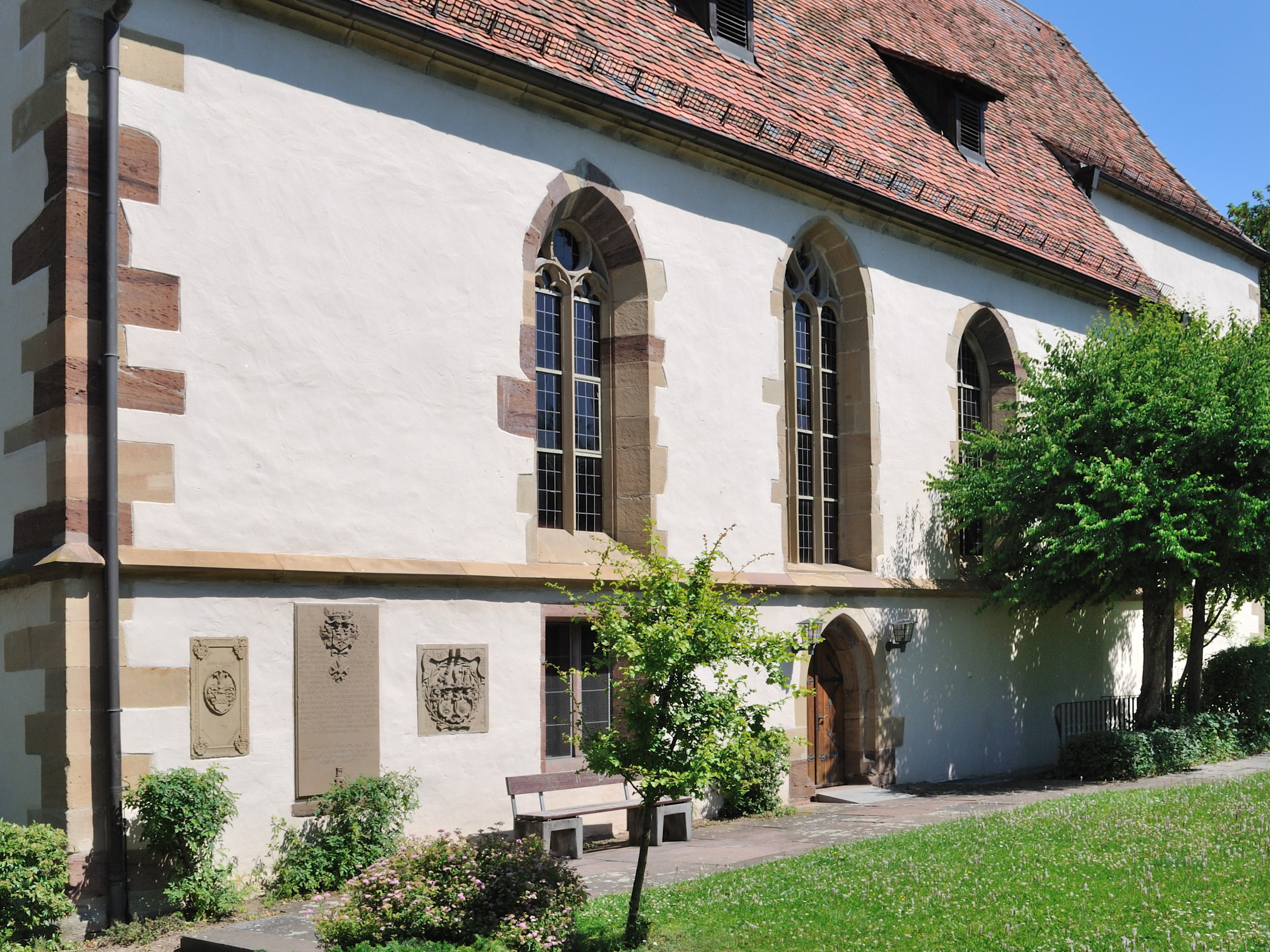
Die Südseite

Um die Kirche herum ist die alte Wehranlage noch gut zu erkennen, in die sich früher die Ditzinger bei Gefahr flüchten konnten. Daher waren früher im Inneren der Mauer sogenannte Gaden (eine Art Schuppen zur Vorratshaltung in Notzeiten) angebracht. Nach dem Kieser’schen Forstlagerbuch von 1681 hatte die Mauer zudem in Richtung Westen einen Wehrturm mit Glocke. Teilweise abgetragen wurde die Befestigungsmauer samt Turm 1714 und 1811.

## Kirche außen
Die Kirche hat Eingänge im Norden, Süden und Westen. Im Norden befinden sich zudem die beiden Emporentreppen aus dem 17. Jahrhundert. Am nordwestlichen Eck der Kirche steht eine graue Stele mit Kreuz – das Denkmal für die Opfer des Ersten Weltkriegs. An der südlichen Außenmauer sind drei Grabdenkmäler angebracht, unter anderem für den früheren Obervogt Friedrich Ludwig von Hoff.

## Sakristei
Der wohl bemerkenswerteste Bauteil der Kirche ist die Sakristei. Sie ist wohl älter als die Kirche, obgleich ihre genaue Bauzeit im Dunkeln liegt.
Das darin erhaltene Meisterschild ist an keiner anderen Kirche bekannt und verweist wohl in das 14. Jahrhundert. Zudem kann man nicht zuletzt wegen des roten Sandsteins, der auch an der zweiten historischen Ditzinger Kirche, der Speyrer Kirche, im Gegensatz zum gelben am sonstigen Bau der Konstanzer Kirche verwendet wurde, die Sakristei als eigenständigen Bau erkennen. Es gibt die Theorie, ein älterer Bauteil sei wiederverwendet worden.
Aus dem Jahr der Kirchenweihe stammt die an der Sakristei angebrachte Tafel mit einem Hilferuf der Seelen im Fegefeuer. Ursprünglich ein Beinhaus, enthält die auch das Logo der Evangelischen Kirchengemeinde Ditzingen, die kleine Fensterrose und einen Schlussstein mit Heiliger (Maria?).

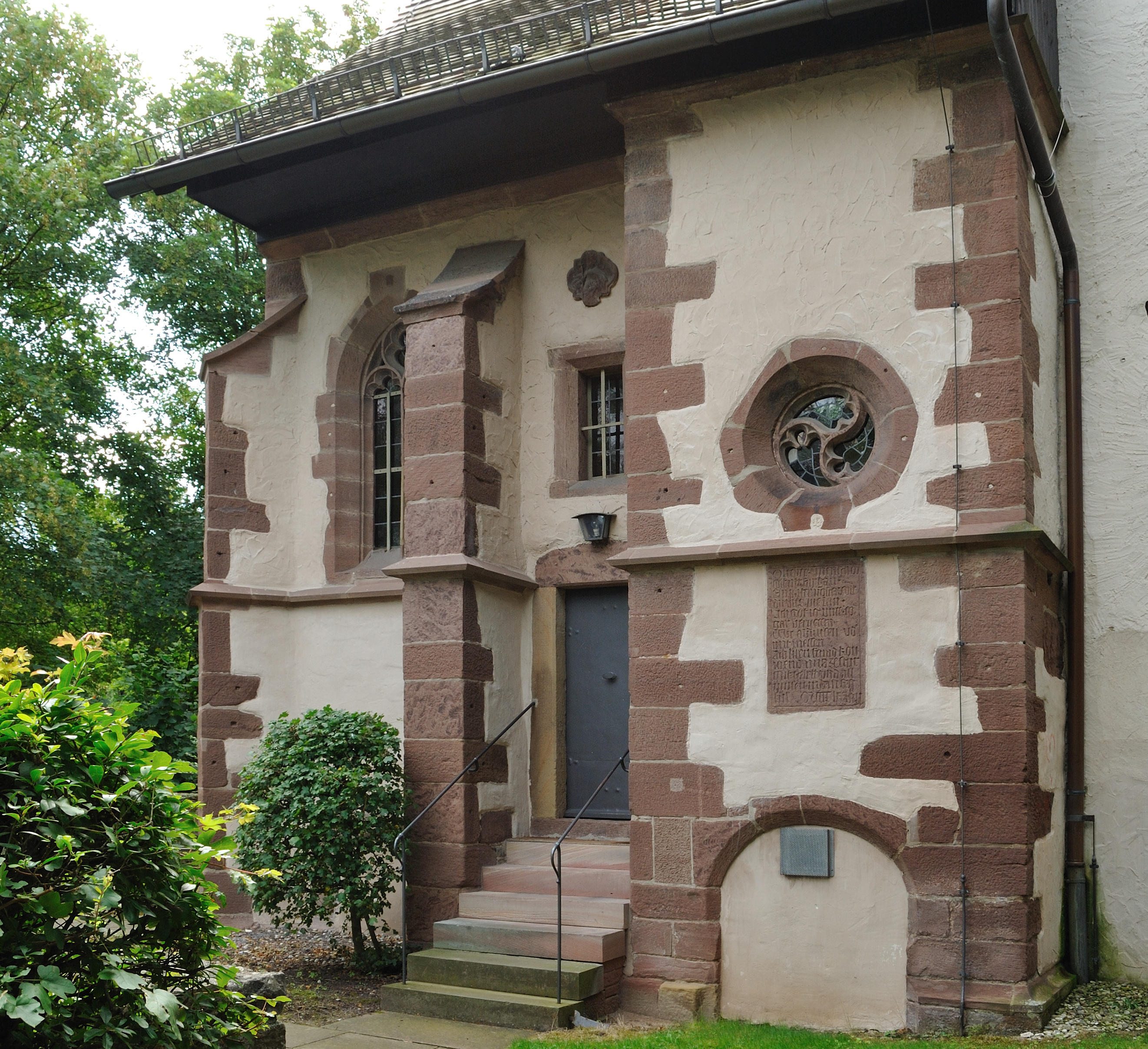
Eingang zur Sakristei

## Turm und Geläut
Der sehr schmale, 38 Meter hohe Turm ruht wahrscheinlich auf Fundamenten des Turmes der Vorgängerkirche oder birgt gar Teile dessen in sich. Das obere Glockengeschoss mit rundbogigen Schallluken ist verschiefert, ebenso der ins Achteck überführte 20 Meter hohe Helm mit einer leicht gedrehten Spitze aus dem Jahr 1682. Die Bekrönung bilden Kugel, Kreuz und Hahn.
In der sehr engen Glockenstube (5 m2) hängen drei Glocken:
- Die ehem. Wetterglocke von 1459 (g′, 1,20 m) – Betglocke
- Die Zweite von 1951 (b′, 92 cm) – Kreuzglocke
- Die Kleinste von 1966 (c″, 80 cm) – Taufglocke

Die Läuteordnung sieht heute in Ditzingen folgendes Geläut vor:
Sonntags:
- Samstags um 18:00 Uhr wird der Sonntag mit allen Glocken eingeläutet
- Vorgeläutet wird eine Stunde vor dem Gottesdienst mit der Taufglocke
- Zweites Zeichenläuten eine halbe Stunde vor Gottesdienstbeginn mit der Kreuzglocke
- Zum Gottesdienst läuten alle drei Glocken „eine halbe Viertelstunde“
- Zum Taufakt läutet die Taufglocke
- Zum Vaterunser die Betglocke

Werktags:
- Zu Kasualgottesdiensten läuten alle drei Glocken drei Minuten
- Zu Beerdigungen evangelischer Kirchenglieder (sie finden  in der Speyrer Kirche auf dem Friedhof statt) Vollgeläut
- Um 11:00 Uhr läutet die Kreuzglocke – Beginn der Finsternis bei der Passion Christi
- Um 15:00 Uhr läutet erneut die Kreuzglocke – Sterbestunde Jesu
- Um 19:00 Uhr läutet die Betglocke – sie ruft zum Abendgebet

## Innenraum

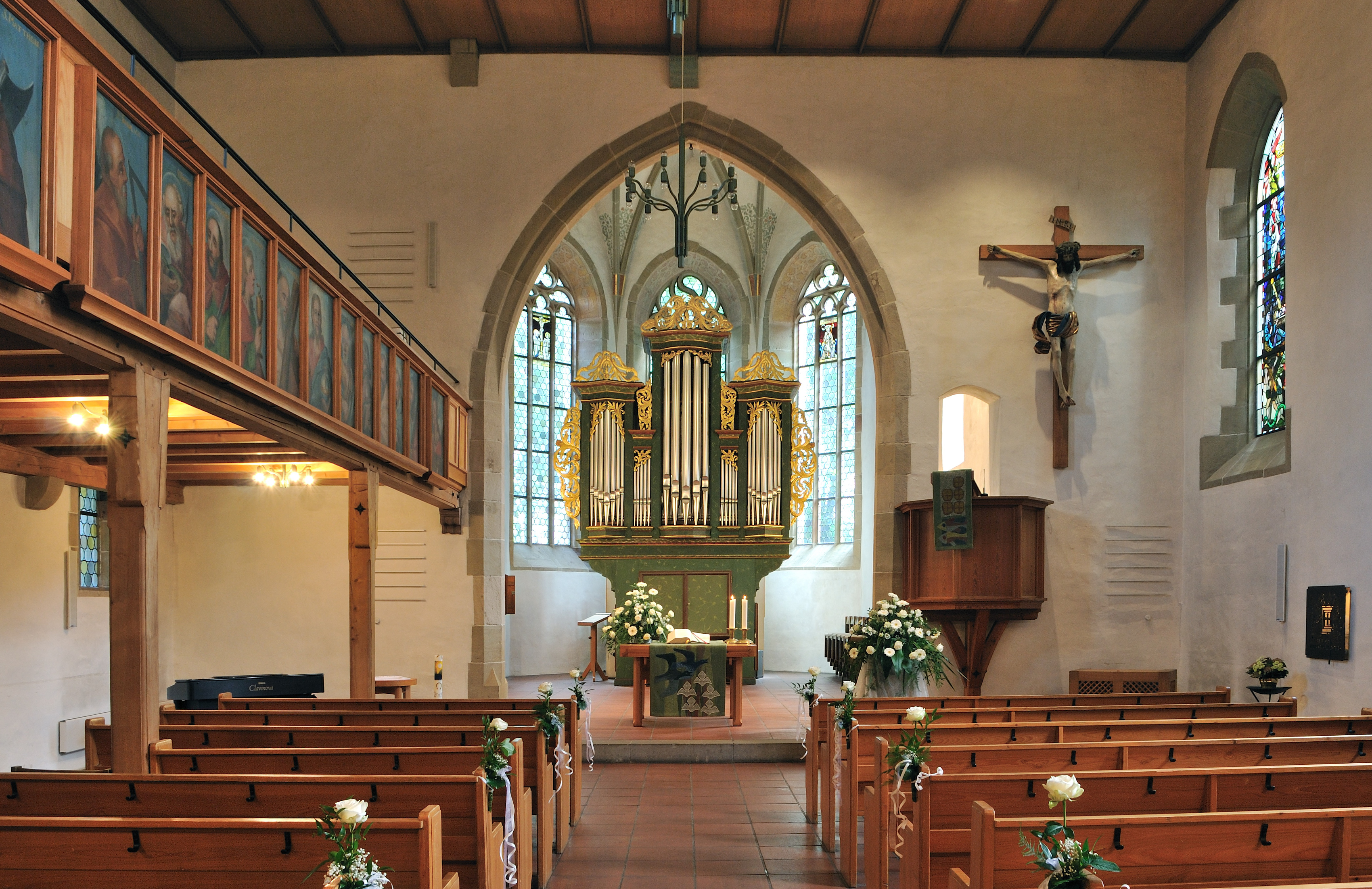
Innenraum

Das Langhaus (18,5 × 11,2 m) ist durch die vielen Fenster recht hell. Flachgedeckt beherbergte es bis zur Kirchenrenovierung im Jahre 1956 zwei Emporen auf der Westseite, eine auf der Südseite und eine auf der Nordseite, danach nur noch die miteinander verbundenen Emporen auf der West- und Nordseite. Bei der Renovierung von 1956 wurden Gräber aus dem 16. Jahrhundert gefunden. Im Schiff musste während der zweiten Renovierung 1978/1979 der Steinaltar einem aus Holz weichen, die Kanzel wurde tiefer gelegt und der Taufstein durch einen hölzernen Tauftisch ersetzt.
Verschiedene Kunstwerke schmücken das Schiff:
- Kruzifix aus dem 15. Jahrhundert (rechts über der Kanzel)
- Barocke Apostelbilder am Nordgeländer der Empore (seit neuerem mit Rissen)
- Fotografien der gotischen Altarbilder, die jetzt im Württ. Landesmuseum Stuttgart zu finden sind
- Ein Denkmal für die Opfer des Zweiten Weltkrieges.
- Fresken aus der Bauzeit (Norden: Rosenkranz, Süden: alttest. Bilderreihe)
- Buntglasfenster von 1950 an der Südseite.

Von den Fenstern stammen wohl nur drei aus der Bauzeit:
- Zwei an der Nordwand
- An der Südseite das Fenster bei der Empore

Ansonsten stammen die Fenster aus späterer Zeit (17. Jhd.)
Früher waren in den Winkeln links und rechts des Chorbogens wohl Ciborien angebracht, die Nebenaltäre bargen.

### Chor
Der lichtdurchflutete Chor (L × B: 11,2 × 6,9 m) wird von einem Netzrippengewölbe mit drei Schlusssteinen (Maria, Johannes d. T., Hl. Katharina) überspannt. Die drei gotischen Fenster beinhalten ein Kreuzigungsbild von Peter Hemmel von Andlau (15. Jahrhundert), der u. a. auch Glasfenster für das Ulmer Münster fertigte. Das Christ-Königsbild ist jüngeren Datums und wohl einem Hemmelbild in Ulm nachempfunden. Das frühgotische Chorgestühl mit seinen Tierdarstellungen gibt Historikern ein Rätsel auf, da es viel älter als die Kirche, an der nie Mönche waren, ist und vielleicht aus Hirsau stammt.

## Orgel
Die Orgel geht zurück auf ein Instrument, das in den Jahren 1725–1726 von Joseph Friedrich Baumeister erbaut wurde. Das zunächst einmanualige Instrument mit zehn klingenden Stimmen wurde 1839 durch Eberhard Friedrich Walcker umfassend restauriert und um mehrere Register erweitert. Bis 1956 stand dieses Instrument auf der Empore, die dann allerdings abgerissen wurde. Das Instrument wurde nun durch die Firma Walcker im Altarraum aufgestellt und um ein weiteres Manualwerk ergänzt und hatte nun 28 klingende Stimmen. 1979 wurde die Orgel von Peter Plum erneut überarbeitet, wobei insbesondere auch die Disposition verändert wurde. Der Spieltisch wurde dreimanualig angelegt, wobei das erste Manual als Koppelmanual dient. Das Instrument hat mechanische Spiel- und elektrische Registertrakturen.
| II Hauptwerk C–g3 |                |        |
| 1.                | Bourdon        | 16′    |
| 2.                | Prinzipal      | 08′    |
| 3.                | Gedeckt        | 08′    |
| 4.                | Viola da Gamba | 08′    |
| 5.                | Oktave         | 04′    |
| 6.                | Kleingedeckt   | 04′    |
| 7.                | Superoktave    | 02′    |
| 8.                | Nasat          | 2 ⁄3′  |
| 9.                | Terz           | 1 3⁄5′ |
| 10.               | Mixtur V       | 02′    |
| 11.               | Trompete       | 08′    |
|                   | Tremulant      |        |

| III Schwellwerk C–g3 |                |       |
| 12.                  | Gedeckt        | 8′    |
| 13.                  | Spitzprinzipal | 8′    |
| 14.                  | Prinzipal      | 4′    |
| 15.                  | Rohrflöte      | 4′    |
| 16.                  | Oktave         | 2′    |
| 17.                  | Quint          | 1 ⁄3′ |
| 18.                  | Kornett III    | 2 ⁄3′ |
| 19.                  | Scharf III–IV  | 1′    |
| 20.                  | Cromorne       | 8′    |

| Pedal C–f1 |               |     |
| 21.        | Subbass       | 16′ |
| 22.        | Oktavbass     | 08′ |
| 23.        | Gemsbass      | 08′ |
| 24.        | Choralbass    | 04′ |
| 25.        | Hintersatz V  | 02′ |
| 26.        | Fagott        | 16′ |
| 27.        | Trompetenbass | 08′ |
| 28.        | Schalmei      | 04′ |

- Koppeln: Koppelmanual (I.), I/P, II/P
- Spielhilfen: drei freie Kombination, eine freie Pedalkombination

## Kirche heute
Die Konstanzer Kirche ist heute Kirche der Evangelischen Kirchengemeinde Ditzingen und Dekanatskirche des Dekanats Ditzingen.

## Modellbau
Für Modelleisenbahnen der Spur H0 und N fertigt Vollmer Modelle der Konstanzer Kirche unter der Bezeichnung Kirche Ditzingen.

## Sonstiges
1524–1527 war der Hirsauer Benediktiner und Chronist Nikolaus Basellius Inhaber der hiesigen Marien-Pfarrei.